# Jean Grimard
Jean Grimard (? – ?) Európa-bajnoki bronzérmes belga jégkorongozó.
1908-ban belga gyorskorcsolyabajnok lett 500 méteren..
Részt vett a legelső jégkorong-Európa-bajnokságon, az 1910-esen, ahol bronzérmes lett a belga válogatottal.